# Wijnbouw in Argentinië

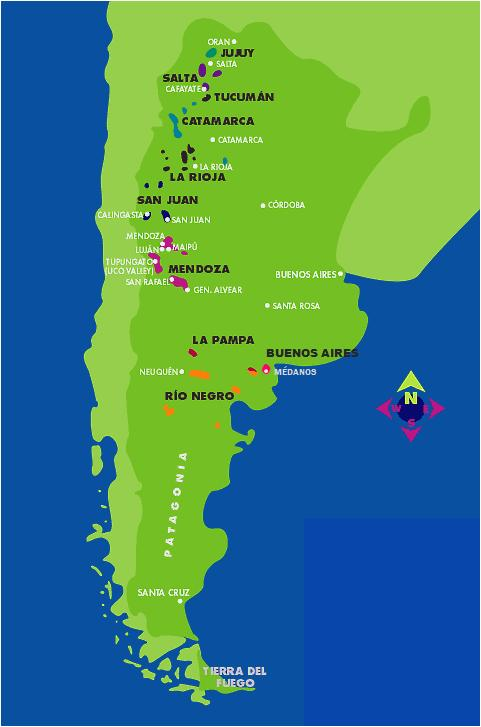
Kaart van Argentijnse wijngebieden

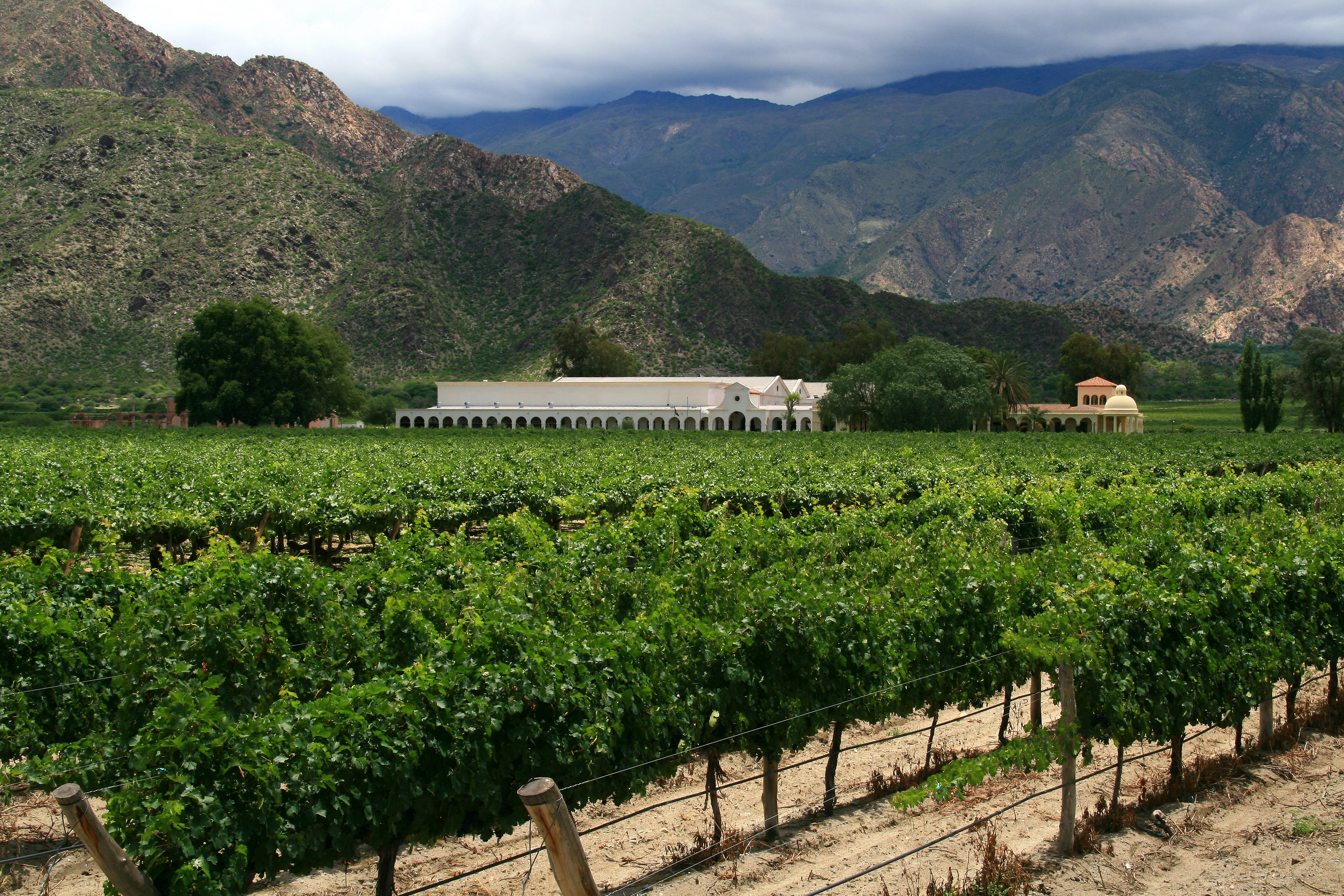
Wijngaarden in Cafayate, provincie Salta

De Wijnbouwgebieden in Argentinië bevinden zich vooral in het westen van het land, op de oostelijke hellingen van de Andes, tussen 22° en 42° zuiderbreedte, over een lengte van 2400 kilometer.

## Druivenrassen
Het land kent een grote variatie van klimaattypes en soorten grond. Wijnbouw was al eeuwen door de komst van de Spanjaarden gekend, zij namen druivenstokken mee voor de productie van missiewijn. In de 19e eeuw brachten veel immigranten uit bijvoorbeeld Baskenland en Italië hun eigen druivensoorten mee, waardoor in het land veel druivenrassen aanwezig zijn: uit Spanje, Italië en Frankrijk. Men vindt er onder andere Malbec, Sangiovese en Tempranillo. Door het ontbreken van extreem hoge temperaturen op deze berghellingen hebben de druiven een zeer sterk aroma.
De totale wijnproductie van ongeveer 1,5 miljard liter per jaar bestaat voor twee derde uit rode en voor de rest uit witte wijnen. Er wordt een zeer kleine hoeveelheid rosé wijnen gemaakt.
De belangrijkste rode wijnen worden gemaakt van de Malbec, ongeveer 33% van het totaal, gevolgd door de Bonarda (23%), Shiraz (14%) en Cabernet Sauvignon (12%). Bij de witte wijn is de Pedro Gimenez (niet te verwarren met het Spaanse ras Pedro Ximénez) favoriet met een aandeel van 35%, gevolgd door de Torrontés (30%) en Chardonnay (15%). De Malbec levert in dit klimaat de beste wijn (droog en warm overdag, 's nachts koud) en is ook de meest geteelde soort. Aangezien Malbec een dikke schil heeft geeft de druif veel smaak en zijn de wijnen robuust. Argentijnse Malbec is toegankelijker dan Franse en heeft een vleug van pruimen en bramen.
Argentijnse wijnen passen goed bij de nationale eetgewoonten: veel vlees en pasta's. Overigens is het in Argentinië de gewoonte om wijn met water te verdunnen aan tafel.
Met zo'n 224.000 hectare (2014) staat Argentinië op de vijfde plaats van de grootste wijnlanden. De gemiddelde oogst bedraagt 10.000 kilogram per hectare. Aangezien de druiven in Argentinië in een relatief droog klimaat groeien zijn er weinig bestrijdingsmiddelen en anti-schimmel producten nodig. Dit heeft ook een positief effect op de kwaliteit van de wijn.
Een aantal wijngaarden werken nog met pergola's waarbij de druiven op ooghoogte hangen. Door het klimaat en de hoge opbrengst per hectare zijn de wijnen kwalitatief niet hoogstaand, uitzonderingen daargelaten.
De meeste wijngaarden zijn open voor publiek en gratis te bezichtigen, waardoor het wijntoerisme in Mendoza populair is.

## Wijngebieden
Het beplante oppervlakte aan wijndruiven in Argentinië bedroeg 223.580 ha met ongeveer 25.500 wijngaarden in 2014. De twee provincies Mendoza en San Juan zijn goed voor bijna 94% van het totale areaal aan wijndruiven. Veruit het belangrijkste wijngebied bevindt zich in de provincie Mendoza. Deze regio kent driekwart van de Argentijnse wijngaarden, die op hoogtes tussen 900 en 1500 meter gelegen zijn. Het klimaat is er warm en droog, en men is zeer afhankelijk van irrigatie met smeltwater uit de Andes. Hiervoor gebruikt men een eeuwenoud stelsel van kanaaltjes: de acéquias.
De tien wijnbouwgebieden liggen bijna allemaal in een smalle strook land ten oosten van de Andes:
- Jujuy
- Salta
- Cafayate
- Tucumán
- Catamarca
- La Rioja
- San Juan
- Mendoza: het grootse en belangrijkste wijnbouwgebied: ze leveren 2/3de van de wijnen van het land
- La Pampa
- Rio Negro

## Statistieken
Lange tijd lag de bij de productie de nadruk op wijnen voor de massaconsumptie. De meeste wijn werd in het eigen land geconsumeerd en de export was niet noemenswaardig. In 1973 bereikte de productie een record van 27 miljoen hectoliter en in 1997 was dit gehalveerd. De consumptie per hoofd van de bevolking daalde van 92 liter in 1972 naar 41 liter mede door de opkomst van bier en frisdrank die door grote concerns met veel marketing onder de aandacht werden gebracht waardoor de wijnsector een belangrijk deel van de afzet verloor. In de negentiger jaren ging het beleid om en ging men meer aandacht schenken aan kwaliteit en exportmarkten. Het verdwijnen van de Argentijnse militaire regimes en de komst van de democratie nam de investeringsbereidheid in de wijnsector toe.
In 2012 was Argentinië op zeven na het grootste wijn producerend land van de wereld. In 2012 had Argentinië een teleurstellende oogst door hagel en vorst, in voorgaande jaren stond het land op een vijfde plaats. Na de periode 1990-96 is het areaal bebouwd met wijndruiven forse gedaald en bereikte rond het jaar 2000 een dieptepunt. Daarna is een herstel opgetreden en schommelt de wijnproductie rond de 1,5 miljard liter per jaar.
Ongeveer een vijfde van de hoeveelheid wijn wordt geëxporteerd. Veruit de belangrijkste exportmarkt is de Verenigde Staten, gevolgd op grote afstand door Canada, Verenigd Koninkrijk, Brazilië en Nederland stond op de vijfde plaats in 2014 gemeten naar volume en waarde. Argentinië importeert op bescheiden schaal wijn uit Spanje, Frankrijk en buurland Chili.
De scherpe daling van de wijnproductie in 2016 wordt toegeschreven aan El Niño. Het was kouder en natter waardoor de druiven minder goed groeiden en de oogst ook met enkele weken werd uitgesteld.
| Jaar      | Totaal areaal (x 1000 ha) | Wijn productie | Wijn consumptie |
| --------- | ------------------------- | -------------- | --------------- |
| 1986-90   | 259                       | 19.914         | 17.804          |
| 1991-95   | 209                       | 15.588         | 15.720          |
| 1996-2000 | 208                       | 13.456         | 12.899          |
| 2000      | 201                       | 12.537         | 12.491          |
| 2001      | 204                       | 15.835         | 13.026          |
| 2002      | 208                       | 12.695         | 11.988          |
| 2003      | 211                       | 13.225         | 12.338          |
| 2004      | 213                       | 15.464         | 11.113          |
| 2005      | 219                       | 15.222         | 10.972          |
| 2006      | 223                       | 15.396         | 11.103          |
| 2007      | 226                       | 15.048         | 11.166          |
| 2008      | 226                       | 14.767         | 10.677          |
| 2009      | 229                       | 12.135         | 10.342          |
| 2010      | 228                       | 16.250         | 9.753           |
| 2011      | 218                       | 15.473         | 9.809           |
| 2012      | 221                       | 11.778         | 10.051          |
| 2013      | 224                       | 14.984         | 10.352          |
| 2014      | 228                       | 15.197         | 9.938           |
| 2015      | 225                       | 13.362         | 10.269          |
| 2016      | 224                       | 9.447          | 9.416           |
| 2017      | 222                       | 11.821         | 8.925           |

## Naslagwerk
- (en)  Fielden, Christopher, The Wines of Argentina, Chile and Latin America, 2001, Hachette UK, ISBN 9781845336172